# Unidad Académica de Letras
La Unidad Académica de Letras (UAL) forma parte de la Universidad Autónoma de Zacatecas. 
Nacida dentro de la Escuela de Humanidades, en 1987, la Licenciatura en Letras se mantuvo así hasta el año 2000, primero con un tronco común de cuatro semestres, después con un tronco común de dos semestres, junto con las Licenciaturas de Filosofía e Historia.
Desde el año 2000 se convirtió en Unidad Académica. A partir de 1995 funciona una extensión en la vecina ciudad de Jerez. La Licenciatura en Letras ha graduado a 13 generaciones, con un total de 135 pasantes. Del total de egresados se han titulado 67 a diciembre de 2004. A partir del año 2003 la licenciatura se vio acompañada y enriquecida con la Maestría en Enseñanza de la Lengua Materna, la cual graduará a su primera generación en 2005.
Al mismo tiempo se ha ofrecido un par de diplomados, el primero, Diplomado en Lengua, Literatura y su Enseñanza, concentra en buena medida los contenidos de la licenciatura. El segundo, Diplomado en Perspectivas sobre la Comunicación y la no Violencia, concibe la comunicación como una especie de medicina preventiva para contener la violencia y el abuso dentro de los diversos contextos familiares y sociales.
- Datos: Q6156063